# Rudy Ruettiger
Daniel Eugene Ruettiger (Joliet, Illinois, 23 de agosto de 1948) es un licenciado en sociología y orador motivacional. Su vida fue plasmada en Rudy, película de 1993 dirigida por David Anspaugh y donde fue interpretado por Sean Astin.

## Biografía
Rudy regresó de la preparatoria con un promedio bajo, fue desmotivado a estudiar por sus docentes y su familia, por estas razones se unió a la Armada de los Estados Unidos y allí sirvió dos años. Luego trabajó en una planta siderúrgica por otros dos años.
En 1969 y con 21 años, tomó la decisión de cumplir su sueño y estudiar en Notre Dame, la cual es constantemente reconocida como una de las mejores universidades del Mundo.

### Holy Cross College
Rudy al llegar a Notre Dame fue entrevistado por el sacerdote John J. Cavanaugh quien supuso que Rudy pretendía ingresar al seminario y quedó conmovido con la decisión del joven. Como Notre Dame no admite a más del 20% de las solicitudes y Rudy no tenía un buen promedio, Cavanaugh lo inscribió en el Holy Cross College para que repitiera sus cursos de preparatoria y aumentara sus notas.
Ruettiger volvió a estudiar tras 4 años y cursó cuatro semestres (2 años). Fue aquí donde le diagnosticaron dislexia, a pesar de eso Rudy continuó con su meta, solicitando su admisión a Notre Dame al final de cada semestre y aumentando sus notas cada vez más, hasta obtener un promedio de A (9/10).

### Universidad de Notre Dame
Finalmente su solicitud fue aprobada en su cuarto intento e ingresó en el otoño de 1972, 3 años después de su decisión de estudiar en Notre Dame.
Después de trabajar lo más duro posible y demostrar que estaba dispuesto a trabajar tanto como necesitaba, Ruettiger se ganó un lugar en el equipo scout de Notre Dame, un equipo de práctica que ayuda al equipo universitario a practicar para los juegos. Merv Johnson fue el entrenador que jugó un papel decisivo para mantener a Rudy como jugador del equipo de entrenamiento.
Finalmente jugó el 8 de noviembre de 1975, diferencias con la película: Rudy participó en tres jugadas (no una), el capitán solicitó que Rudy jugara (no todo el equipo) y Dan Devine motivaba más a Rudy (no fue un antagonista como es mostrado).
Fue el único jugador llevado en hombros por el Notre Dame Stadium, hasta que sucedió con Marc Edwards en 1995.
Rudy estudió Licenciatura en Sociología con la misma dedicación y se graduó en 1976.

## Legado
Cinco de sus hermanos menores fueron a la universidad y todos se graduaron. Rudy cuando no está ocupado en su profesión, se dedica a la oratoria motivacional, enfocado a jóvenes de su país que están terminando la preparatoria y desean estudiar en la universidad.
En 2012 publicó su autobiografía.